# Willy Kamm
Willy Kamm (* 3. November 1945; † 26. Mai 2016 in Mühlehorn GL) war ein Schweizer Politiker (FDP).
Kamm war gelernter Textilkaufmann und hatte an der Uni Zürich Nationalökonomie studiert. Er wohnte in Mühlehorn (Gemeinde Glarus Nord) im Kanton Glarus. Im Jahr 1976 wurde er in den Gemeinderat von Mühlehorn gewählt; von 1983 bis 1996 war er Gemeindepräsident. Von 2007 bis zur Gemeindefusion von 2011 hatte er dieses Amt wieder inne.
Von 1986 bis 1996 war er im Landrat des Kantons Glarus.  Von 1996 bis 2006 war er im Regierungsrat, als Finanzdirektor und zuletzt auch als Landesstatthalter. Als 2006 die Exekutive von 7 auf 5 Sitze reduziert wurde, erreichte er zwar das absolute Mehr, schied aber als Überzähliger aus. Er leitete dann das Projekt der grossen Gemeindefusion von Glarus Nord.